# Корнцанг

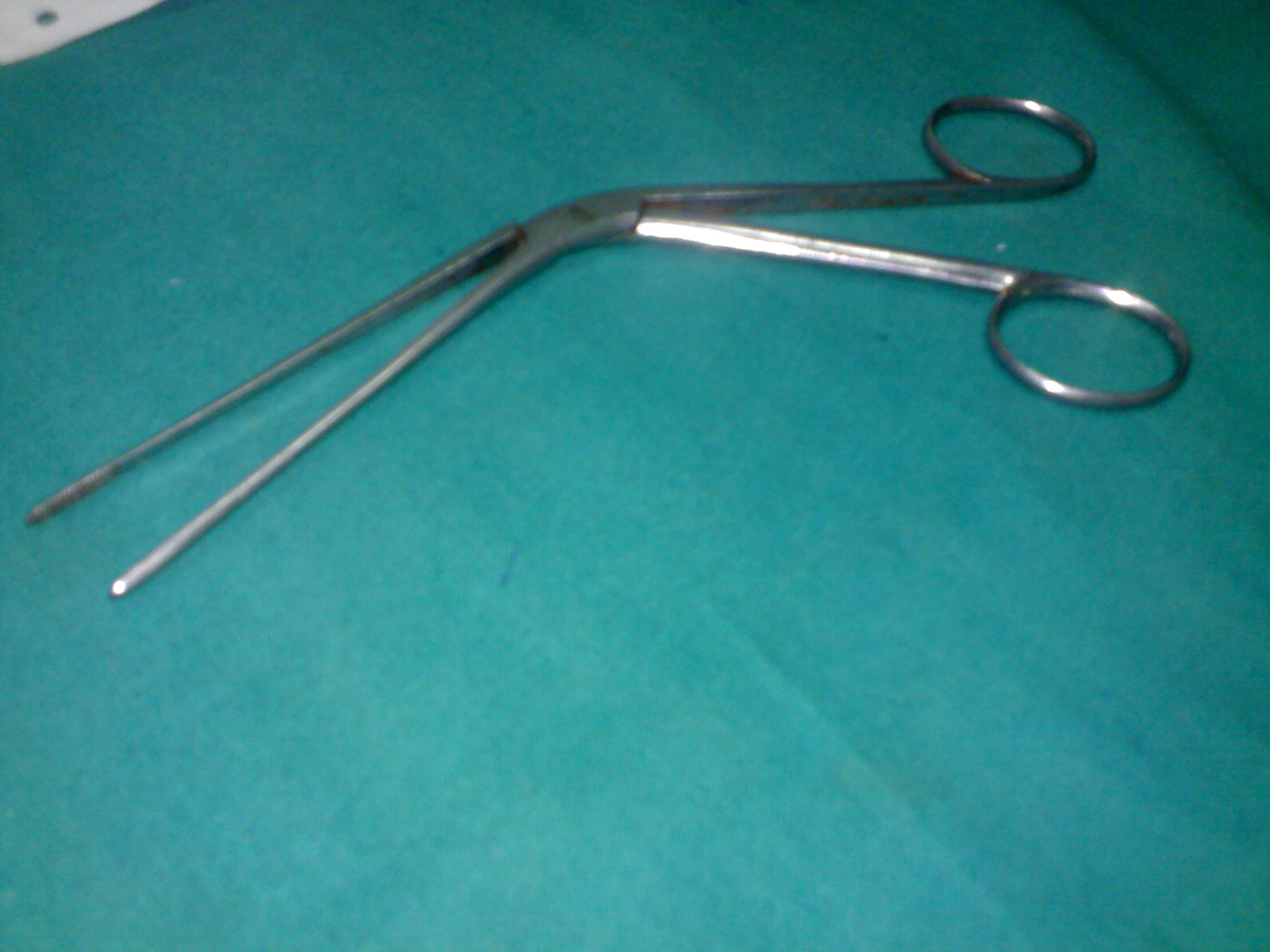
Изогнутый корнцанг

Корнцанг (зажим Гросс-Майера) — хирургический зажимный инструмент с рабочими частями, имеющими форму зерен, может быть как прямым, так и изогнутым, с его помощью выполняются следующие действия:
- введение тампона в глубокую рану;
- проводка дренажа через длинный узкий канал;
- извлечение из глубоких раневых каналов инородных предметов;
- подача перевязочного материала и хирургических инструментов.

Корнцанг должен соответствовать следующим требованиям:
- иметь эластичные рукоятки, для фиксации объектов разного объёма;
- иметь ребристую рабочую поверхность, для прочного надёжного захвата тампонов и дренажей;
- длина рукоятки и рабочей части должна соотноситься как 1:1;
- длина рукояток и рабочих частей должна быть достаточной для достижения задачи корнцанга.

Корнцанг по внешнему виду следует отличать от кровоостанавливающего зажима Пеана. Различия заключаются в большей длине рабочей части (у корнцанга) и в овальной (0-образной) форме губок у зажима Пеана.